# Fashion Pack
Fashion Pack – singel francuskiej piosenkarki Amandy Lear, wydany w 1979 roku.

## Ogólne informacje
„Fashion Pack” jest piosenką utrzymaną w modnym w latach 70. stylu disco. Autorem muzyki jest Anthony Monn, natomiast słowa napisała Amanda Lear. Utwór opowiada o życiu sławnych ludzi i nawiązuje do najsłynniejszego w epoce disco nowojorskiego klubu Studio 54 (stąd często spotykany podtytuł singla).
Był to drugi singel promujący płytę Never Trust a Pretty Face. Wydano go zarówno w formie krążka 7- jak i 12-calowego. Piosenka stała się jednym z największych hitów Lear, plasując się na wielu listach przebojów w Europie.

## Lista ścieżek
- 7" single (Niemcy)[1]

1. „Fashion Pack (Studio 54)” – 4:23
2. „Black Holes” – 5:00

- 12" single (Niemcy)[2]

1. „Fashion Pack (Studio 54)” – 5:10
2. „Black Holes” – 5:06

- 12" single (Włochy)[3]

1. „Fashion Pack (Studio 54)” – 5:09
2. „Black Holes” – 4:45

## Pozycje na listach
| Kraj     | Pozycja |
| -------- | ------- |
| Belgia   | 27      |
| Holandia | 50      |
| Niemcy   | 24      |
| Szwecja  | 13      |